# Liga Asobal 2021-22
La Liga Asobal 2021-22 fue la 32.ª edición de la Liga Asobal de balonmano, la máxima categoría del balonmano español.

## Equipos
| - Barça Lassa - Frakin BM Granollers - Abanca Ademar León - Frigoríficos del Morrazo BM Cangas - BM Ciudad de Logroño - Viveros Herol BM Nava - BM Benidorm - BM Los Dolmenes Antequera |  | - Bidasoa Irún - Helvetia Anaitasuna - Liberbank Cuenca - Liberbank Cantabria Sinfín - Bada Huesca - Recoletas Atlético Valladolid - Ángel Ximénez Avia Puente Genil - BM Torrelavega |  |

### Equipos por comunidad autónoma
| Comunidad Autónoma   | Nº de equipos | Equipos                                                     |
| -------------------- | ------------- | ----------------------------------------------------------- |
| Castilla y León      | 3             | Abanca Ademar León, Recoletas Atlético Valladolid y BM Nava |
| Cataluña             | 2             | Fraikin BM Granollers y Barça Lassa                         |
| Cantabria            | 2             | Liberbank Cantabria Sinfín y BM Torrelavega                 |
| Andalucía            | 2             | Ángel Ximénez Avia Puente Genil y BM Los Dolmenes Antequera |
| Comunidad Valenciana | 1             | BM Benidorm                                                 |
| Galicia              | 1             | Frigoríficos del Morrazo BM Cangas                          |
| Castilla-La Mancha   | 1             | Liberbank Cuenca                                            |
| Aragón               | 1             | Bada Huesca                                                 |
| La Rioja             | 1             | BM Logroño La Rioja                                         |
| Navarra              | 1             | Helvetia Anaitasuna                                         |
| País Vasco           | 1             | Bidasoa Irún                                                |

## Clasificación
| | Equipo                             | Puntos | J  | G  | E | P  | GF   | GC  | DG   |
| --- | ---------------------------------- | ------ | -- | -- | - | -- | ---- | --- | ---- |
| 1 | Barça                              | 57     | 30 | 28 | 1 | 1  | 1052 | 797 | 255  |
| 2 | Fraikin BM Granollers              | 44     | 30 | 21 | 2 | 7  | 936  | 853 | 83   |
| 3 | Bidasoa Irún                       | 42     | 30 | 20 | 2 | 8  | 887  | 803 | 84   |
| 4 | BM Benidorm                        | 35     | 30 | 16 | 3 | 11 | 876  | 850 | 26   |
| 5 | Incarlopsa Cuenca                  | 34     | 30 | 16 | 2 | 12 | 888  | 883 | 5    |
| 6 | BM Logroño La Rioja                | 34     | 30 | 17 | 0 | 13 | 945  | 924 | 21   |
| 7 | Abanca Ademar León                 | 30     | 30 | 14 | 2 | 14 | 939  | 945 | -6   |
| 8 | Helvetia Anaitasuna                | 29     | 30 | 13 | 3 | 14 | 902  | 876 | 26   |
| 9 | Bada Huesca                        | 28     | 30 | 11 | 6 | 13 | 880  | 896 | -16  |
| 10 | Ángel Ximénez Puente Genil         | 26     | 30 | 12 | 2 | 16 | 861  | 881 | -20  |
| 11 | Bathco Balonmano Torrelavega       | 26     | 30 | 11 | 4 | 15 | 850  | 865 | -15  |
| 12 | Frigoríficos del Morrazo BM Cangas | 26     | 30 | 11 | 4 | 15 | 832  | 851 | -19  |
| 13 | Recoletas Atlético Valladolid      | 22     | 30 | 9  | 4 | 17 | 857  | 931 | -74  |
| 14 | Unicaja Banco Sinfín               | 21     | 30 | 8  | 5 | 17 | 793  | 862 | -69  |
| 15 | Viveros Herol Balonmano Nava       | 20     | 30 | 8  | 4 | 18 | 832  | 921 | -89  |
| 16 | Balonmano Antequera                | 6      | 30 | 2  | 2 | 26 | 713  | 905 | -192 |
| Fuente: Real Federación Española de Balonmano: Clasificación de la Liga Asobal; actualización automática |                                    |        |    |    |   |    |      |     |      |